# 麻生みく
麻生 みく（あそう みく、1976年3月12日 - ）は、日本のAV女優。

## プロフィール
- 血液型：A型
- 身長：166cm
- サイズ：B:85cm、W:60cm、H:90cm
- 特技：水泳

## 作品

### アダルトビデオ
- うんこ艶々（V&R）
- ウンコDEチュー 3（アロマ企画）
- ぷりぷりデート 3（ナチュラルハイ）
- ハメスカ（ワイルドサイド）
- 口全ハイセツ 10（ワイルドサイド）
- 美女スカまみれ 3（ワイルドサイド）
- 美女脱糞全集 スカパラダイス・オールスターズ（ワイルドサイド）
- 大便おもらし 12（GIGA）
- 大便おもらし 19（GIGA）
- 大便おもらし 21（GIGA）
- 排泄病棟 8（GIGA）
- 大便白書 6（GIGA）
- 浣腸 31（GIGA）
- 浣腸 42（GIGA）
- おもらし 32（GIGA）
- 浣腸にあえぐ女達（GIGA）
- 生撮り　浣腸悦虐（GIGA）
- 猟奇の檻 4（アート）
- 新・痴漢物語　侵略ボディゾーン（TMC）
- ザ・吊り 2（Dirty Factory）
- THEオヤジ狩り～ルーズの罠　肉便器にされた男（ヤプーズマーケット）
- 女豹達の屠殺遊戯 3（ヤプーズマーケット）

他多数出演